# 刘玮 (排球运动员)
刘玮（？—），女，北京人，中国排球运动员。曾获得1986年世界女子排球锦标赛冠军。